# Fractale
Fractale (フラクタル Furakutaru) là một loạt anime truyền hình Nhật Bản sản xuất bởi A-1 Pictures và Ordet, do Yamamoto Yutaka làm đạo diễn. Cốt truyện được xây dựng bởi Azuma Hiroki và kịch bản phim được viết bởi Okada Mari, với bản thiết kế nhân vật gốc của Hidari. Anime sẽ bắt đầu được phát sóng tại Nhật từ tháng 1 năm 2001 trong chương trình cấm Noitamina của kênh Fuji TV. Một loạt manga dựa theo sẽ bắt đầu được đăng tải trong tạp chí Gangan Online của nhà xuất bản Square Enix vào ngày 30 tháng 9 năm 2010; loạt truyện này được minh họa bởi Akasaki Mutsumi.